# Gorka Santamaría
Gorka Santamaría Nos (Bilbao, 3 de julio de 1995) es un futbolista español que juega como delantero en el Unionistas de Salamanca de la Primera Federación.

## Trayectoria
Ingresó en 2005 en la cantera del Athletic Club y pasó por todas las categorías inferiores hasta que debutó con el C. D. Basconia en Tercera División en la temporada 2012-13. En la siguiente campaña fue el máximo goleador del grupo IV de la categoría con veinte tantos.
En la temporada 2014-15 se incorporó al Bilbao Athletic, con el que anotó dieciocho goles en Segunda División B —fue el máximo goleador del equipo junto a Sabin Merino— y consiguió un ascenso a Segunda División.
En la campaña 2015-16 marcó siete goles en treinta y cuatro partidos, aunque el filial del Athletic descendió de categoría. En la temporada 2016-17 fue cedido al Cádiz C. F., donde disputó 450 minutos repartidos en dieciocho encuentros y anotó dos goles. 
En 2017, tras rescindir su contrato con el Athletic Club, se incorporó al R. C. Recreativo de Huelva.
De cara a la temporada 2018-19 fichó por el Real Sporting de Gijón "B" y anotó diez goles en treinta y cinco partidos.
En julio de 2019 fichó por el C. D. Badajoz por una temporada y después renovó.
El 21 de junio de 2022, firma por el Real Club Deportivo de la Coruña de la Primera División RFEF. Seis meses después, el 31 de diciembre de 2022, rescindió su contrato con el Depor y regresó al C.D. Badajoz el 12 de enero de 2023.
El 26 de junio de 2023 el Nàstic de Tarragona anunció su fichaje por dos temporadas.Tras contar con pocas titularidades, rescindió su contrato poco después de no lograr el ascenso en la final ante el Málaga CF.El 26 de julio de 2024 se marchó a Unionistas de Salamanca.

## Clubes
| Club                             | País   | Año       |
| -------------------------------- | ------ | --------- |
| C. D. Basconia                   | España | 2012-2014 |
| Bilbao Athletic                  | España | 2014-2016 |
| Cádiz C. F.                      | España | 2016-2017 |
| R. C. Recreativo de Huelva       | España | 2017-2018 |
| Real Sporting de Gijón "B"       | España | 2018-2019 |
| C. D. Badajoz                    | España | 2019-2022 |
| Real Club Deportivo de la Coruña | España | 2022      |
| C. D. Badajoz                    | España | 2023      |
| Nàstic de Tarragona              | España | 2023-2024 |
| Unionistas de Salamanca          | España | 2024-Act. |